# Campionati del mondo di ciclismo su strada 1999 - Gara in linea femminile Elite
La gara in linea femminile Elite dei Campionati del mondo di ciclismo su strada 1999 fu corsa il 9 ottobre 1999 in Italia, con partenza ed arrivo a Verona, su un circuito di 16,25 km da ripetere 7 volte, per un totale di 113,75 km. L'oro andò alla lituana Edita Pučinskaitė, che vinse con il tempo di 2h59'49" alla media di 37,93 km/h, l'argento all'australiana Anna Wilson e a completare il podio l'altra lituana Diana Žiliūtė.

## Squadre e corridori partecipanti
| N.    | Cod. | Squadra     |
| ----- | ---- | ----------- |
| 1-7   | LTU  | Lituania    |
| 8-12  | NLD  | Paesi Bassi |
| 13-18 | GER  | Germania    |
| 19-24 | ITA  | Italia      |
| 25-31 | UKR  | Ucraina     |
| 32-37 | CAN  | Canada      |
| 38-43 | NOR  | Norvegia    |
| 44-49 | FRA  | Francia     |
| 50-55 | AUS  | Australia   |
| 56-61 | SUI  | Svizzera    |
| 62-65 | SWE  | Svezia      |
| 66-69 | BEL  | Belgio      |
| 70-75 | RUS  | Russia      |
| 76-78 | BLR  | Bielorussia |
| 79-81 | POL  | Polonia     |
| 82-88 | USA  | Stati Uniti |

| N.      | Cod. | Squadra         |
| ------- | ---- | --------------- |
| 89-93   | GBR  | Gran Bretagna   |
| 94-99   | ESP  | Spagna          |
| 100     | SMR  | San Marino      |
| 101-102 | FIN  | Finlandia       |
| 103-106 | NZL  | Nuova Zelanda   |
| 107-108 | RSA  | Sud Africa      |
| 109-110 | CZE  | Repubblica Ceca |
| 111-112 | DEN  | Danimarca       |
| 113     | SVK  | Slovacchia      |
| 114     | AUT  | Austria         |
| 115     | COL  | Colombia        |
| 116     | HUN  | Ungheria        |
| 117-118 | JPN  | Giappone        |
| 119     | MEX  | Messico         |
| 120     | UZB  | Uzbekistan      |
| 121     | YUG  | Jugoslavia      |

## Classifica (Top 10)
| Pos. | Corridore           | Squadra    | Tempo    |
| ---- | ------------------- | ---------- | -------- |
| 1    | Edita Pučinskaitė   | Lituania   | 2h59'49" |
| 2    | Anna Wilson         | Australia  | a 18"    |
| 3    | Diana Žiliūtė       | Lituania   | s.t.     |
| 4    | Tetjana Stjažkina   | Ucraina    | s.t.     |
| 5    | Valeria Cappellotto | Italia     | s.t.     |
| 6    | Zul'fija Zabirova   | Russia     | s.t.     |
| 7    | Joane Somarriba     | Spagna     | s.t.     |
| 8    | Daniela Veronesi    | San Marino | s.t.     |
| 9    | Jeannie Longo       | Francia    | s.t.     |
| 10   | Nicole Brändli      | Svizzera   | s.t.     |